# 白俄罗斯的幽浮目击
这是一个发生于白俄罗斯声称是不明飞行物(unidentified flying object,UFO)的目击事件列表。

## 1985年
- 俄罗斯航空一架飞机从第比利斯飞到塔林途中经过明斯克上空时报告称看到一个白色亮光。[1]